# Conselho Superior de Investigações Científicas

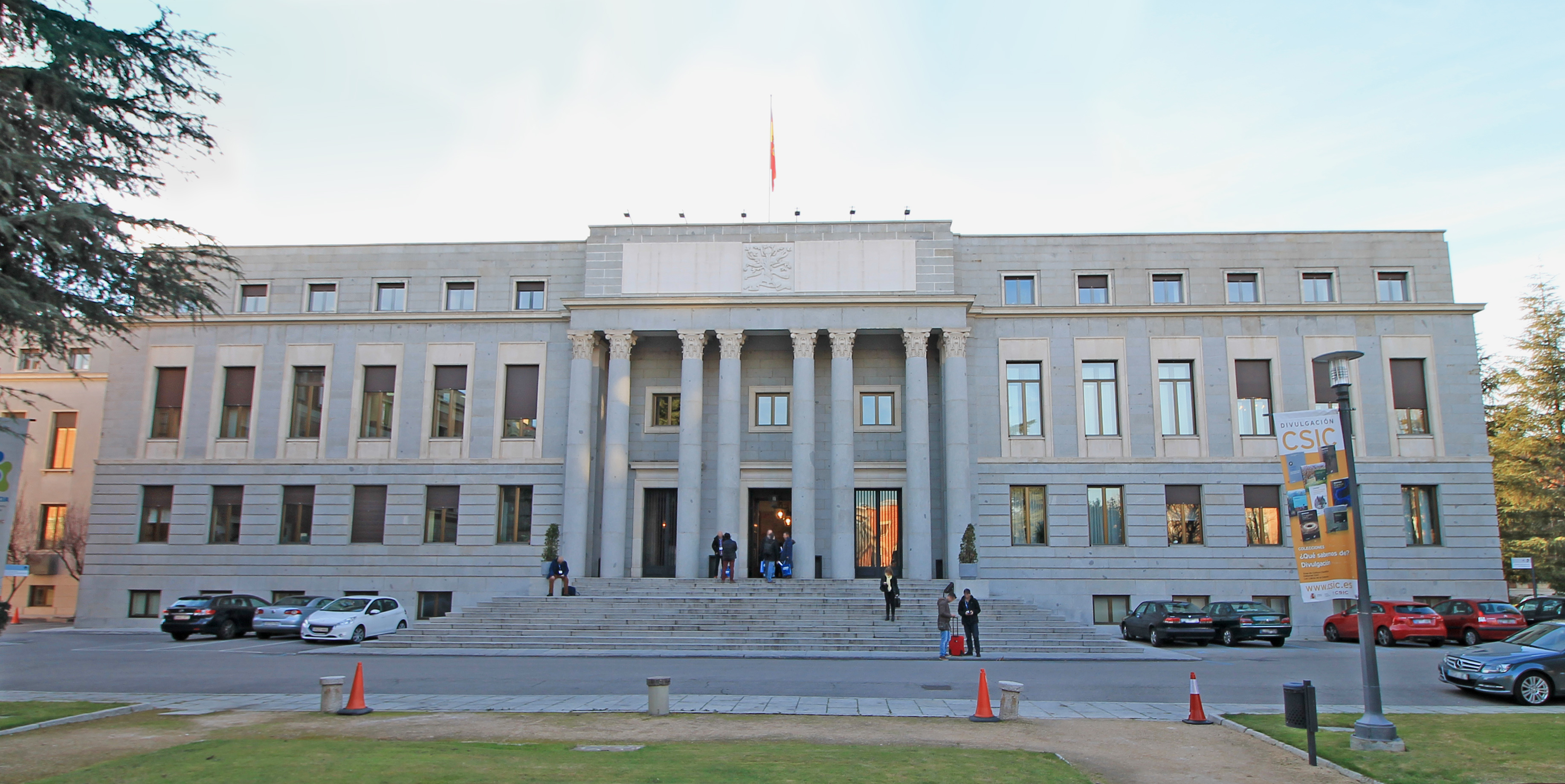
Sede central (Madrid).

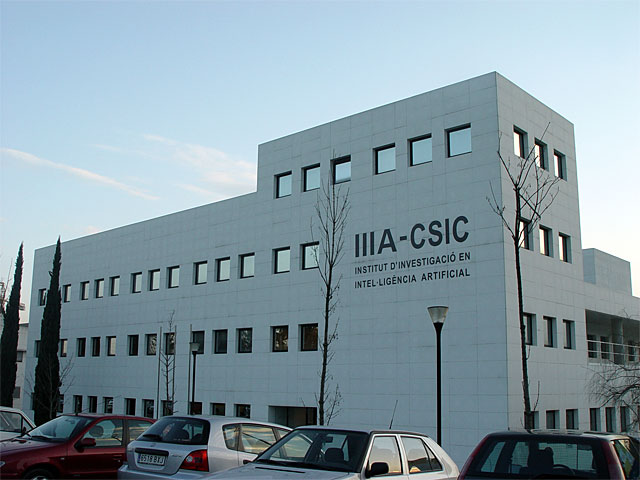
Instituto de Investigação em inteligência artificial pertencente ao CSIC.

O Consejo Superior de Investigaciones Científicas (CSIC), ou Conselho Superior de Investigações Científicas, é uma agência do Estado espanhol dedicada ao fomento da investigação científica e tecnológica. É a maior instituição pública dedicada à investigação em Espanha e a terceira da Europa. Tutelada pelo Ministério de Ciência e Inovação (inisterio de Ciencia e Innovación), através da Secretaria de Estado de Investigação (Secretaría de Estado de Investigación), o seu objetivo fundamental é desenvolver e promover a investigação em benefício do progresso científico e tecnológico, para o que está aberta à colaboração com entidades espanholas e estrangeiras. O CSIC sucedeu em 1939 à Junta para Ampliación de Estudios e Investigaciones Científicas (JAE), criada a 11 de Janeiro de 1907 por Amalio Gimeno, então ministro da Instrução Pública e Belas Artes (ministro de Instrucción Pública y Bellas Artes).
O CSIC tem caráter multidisciplinar e realiza pesquisas avançadas em todos os campos da ciência graças a seus mais de cem centros distribuídos por toda a Espanha, de forma parecida ao CNRS francês. A actividade do CSIC se estabelece mediante um contrato de financiamento do Governo por uma duração de quatro anos.

## Funções
O  CSIC foi fundado em  1939 e é regido pela Ley de Fomento y Coordinación General de la Investigación Científica y Técnica (Lei 13/1986 de 14 de abril).
Os objetivos e funções atuais do CSIC, de acuerdo com a Lei e de acordo com o seu regulamento  (R.D. 140/1993 de 29 de janeiro), são os seguintes:
- Realização de projetos de pesquisa científica e tecnológica.
- Assessoramento as administrações públicas em matéria científica.
- Fomento da Ciência.
- Colaboração com as comunidades autônomas em suas próprias atividades de pesquisa.
- Colaboração com as universidades em suas próprias atividades de pesquisa.
- Formação de pesquisadores e técnicos científicos.
- Colaboração com os Planos Nacionais.

O CSIC é membro da rede de informação e documentação REDIAL.

## Curiosidades
O prédio que abriga a sede central da CSIC é utilizado como cenário se passando pela Casa da Moeda da Espanha na série La Casa de Papel . A Casa da Moeda oficial não liberou a equipe para gravar no local, enquanto que o CSIC estava liberado aos finais de semana.

## Artigos relacionados
- Missão Biológica da Galiza